# Ракурс

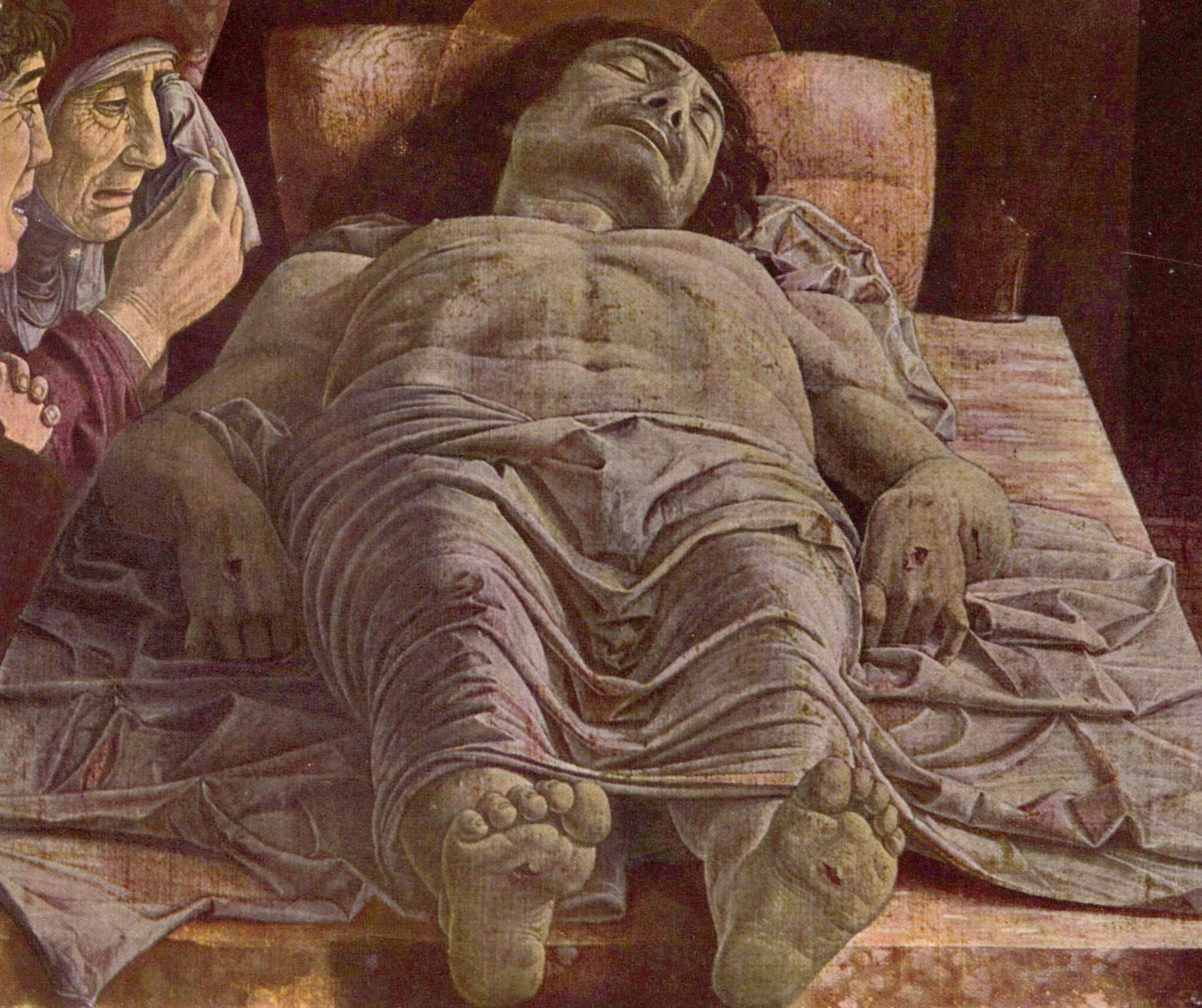
A. Мантенья. Мёртвый Христос. Ок. 1470 г. Холст, темпера. Пинакотека Брера, Милан

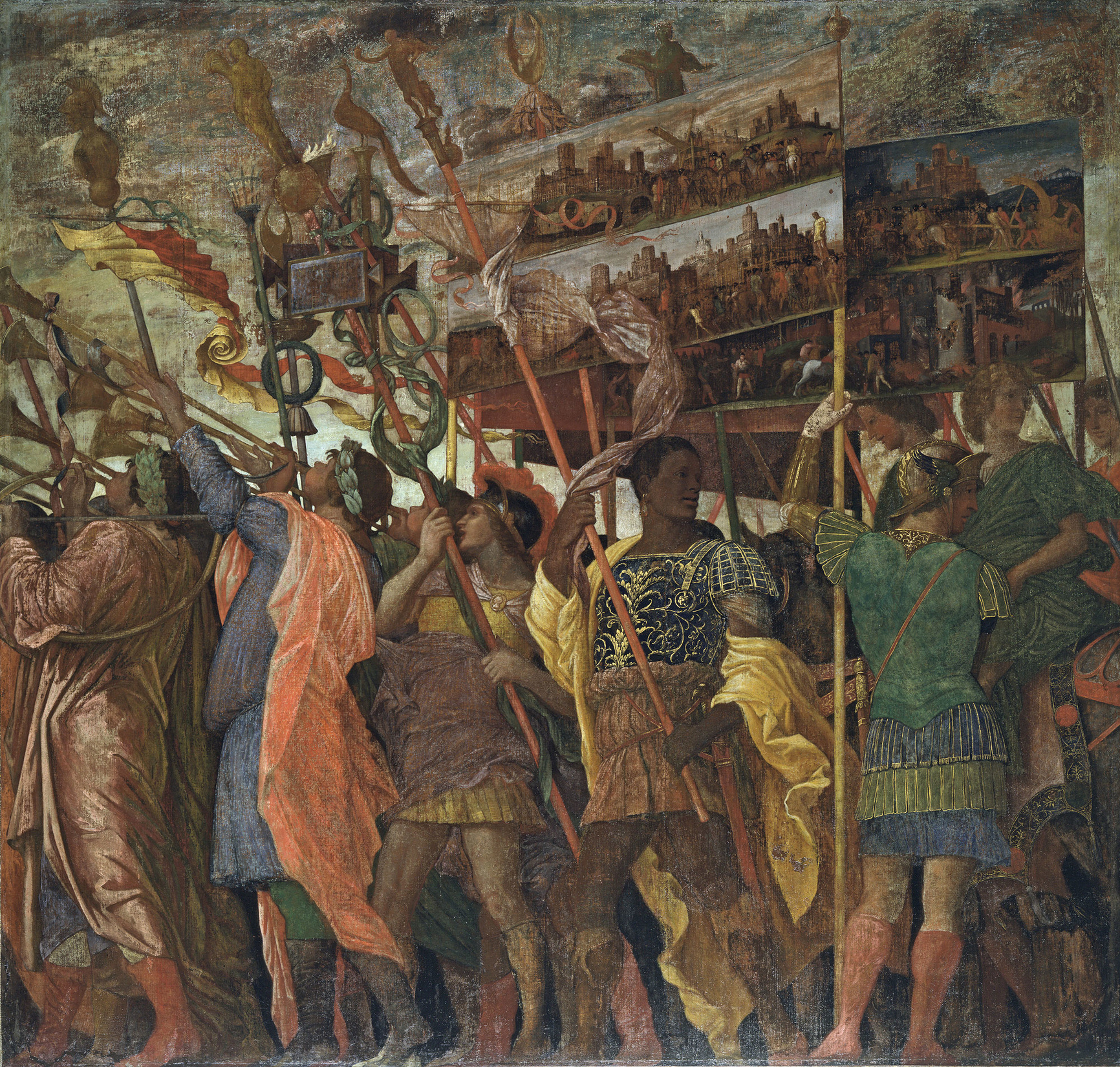
A. Мантенья. Триумф Цезаря. 1485—1488. Холст, темпера. Хэмптон-корт, Лондон

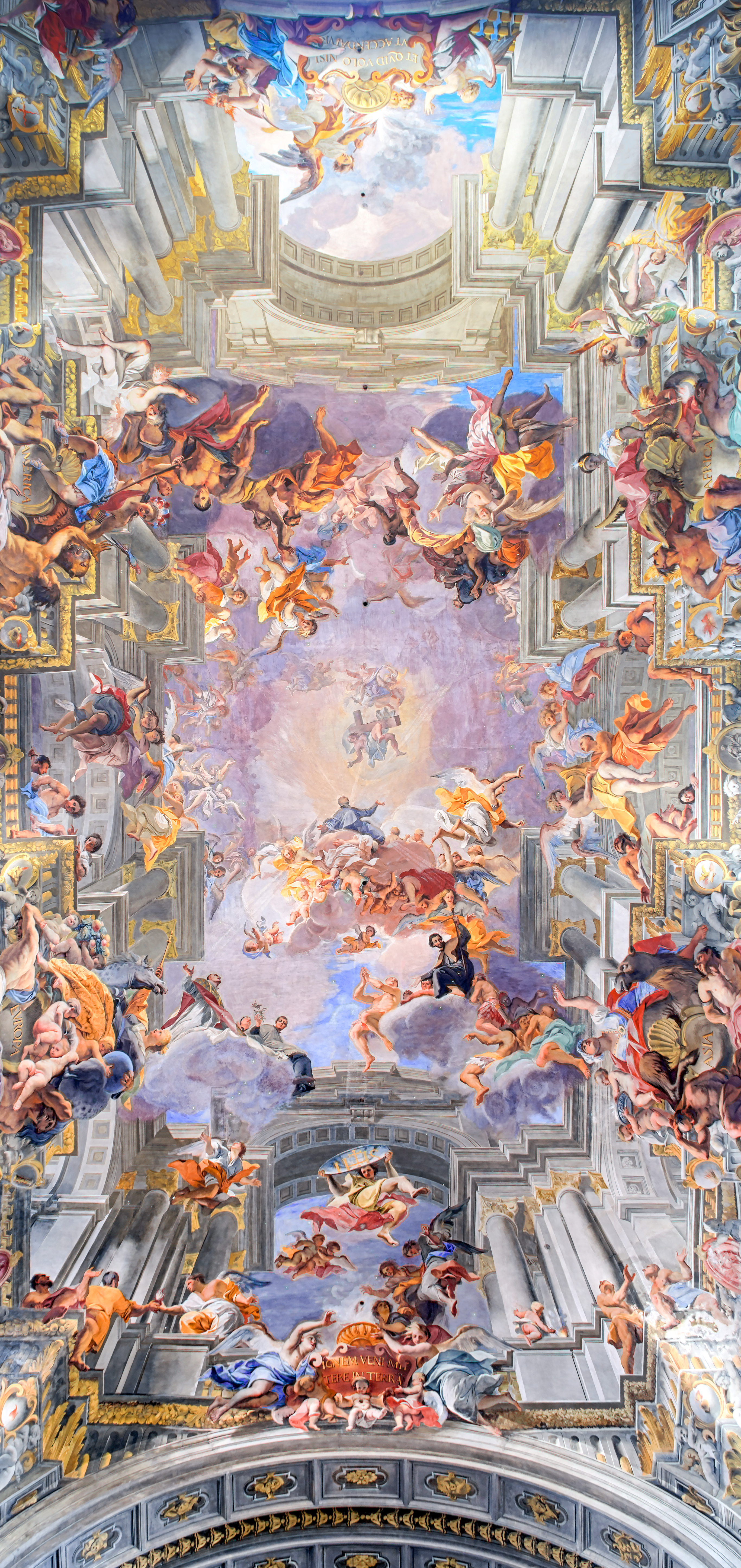
А. Поццо. Апофеоз Св. Игнатия. 1691—1694. Роспись плафона церкви Сант-Иньяцио, Рим

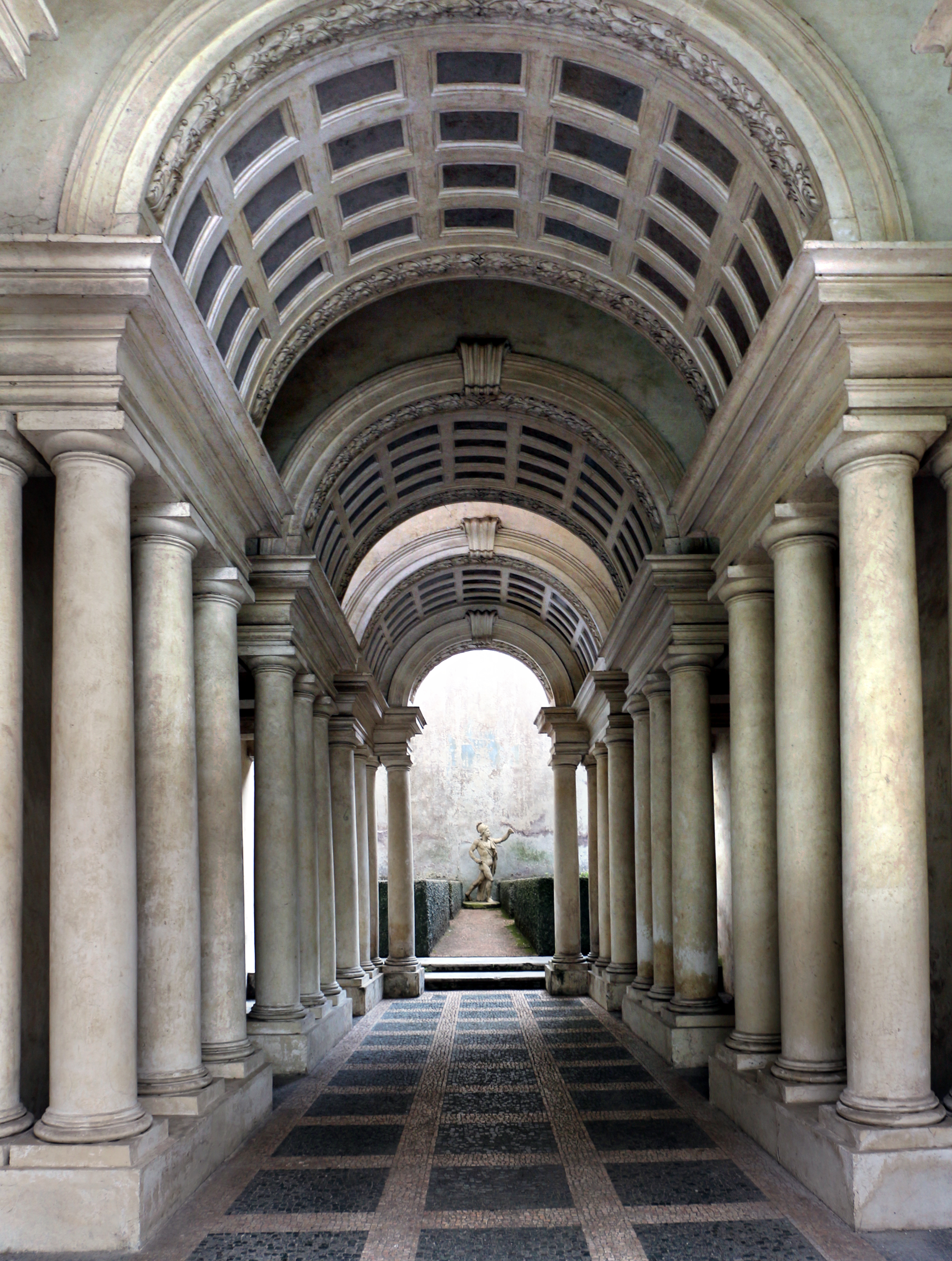
«Перспектива Борромини». 1652—1653. Палаццо Спада, Рим

Ра́курс (фр. raccourci — сокращение, от лат. curtare — укорачивать, сокращать) — термин, имеющий много значений и смысловых оттенков в различных профессиях, областях жизни, научной и творческой деятельности человека: в архитектуре и изобразительном искусстве, в фотографии и кинематографе, в технике, дизайне и в быту.

## В архитектуре и изобразительном искусстве
В академическом определении ракурс — «сокращение размеров и формы реальных и воображаемых предметов и фигур при их удалении от глаза по законам линейной перспективы». В более широком смысле: «зрительное, кажущееся сокращение размеров и изменение формы объекта в зависимости от расстояния. В изобразительном искусстве явление ракурсного восприятия формы может быть либо досадной помехой, либо сознательным приёмом художника».
Архитектор, проектирующий здание, чаще всего значительного размера, должен учитывать его зрительное восприятие в различных ракурсах с разных точек зрения в зависимости от меняющегося расстояния при движении людей, в тесноте примыкающих улиц, либо напротив, с большого расстояния на открытом пространстве.
Для проверки восприятия будущего здания с разных точек зрения проектировщик вычерчивает перспективные изображения либо демонстрирует заказчику компьютерную презентацию, в которой показано, как будет выглядеть объект при движении зрителя. В истории архитектуры с этой целью изготавливали деревянные, глиняные или бумажные макеты в уменьшённом размере (их неточно именовали моделями). Со временем многие архитекторы и исследователи архитектуры стали возражать против подобной практики, поскольку макет даёт вид «с птичьего полёта», а не с действительного расположения уровня глаз зрителя, то есть в реальных ракурсах.
Важное значение имеет проблема ракурсного восприятия в искусстве скульптуры. Сохранились рассказы о состязании — агоне (др.-греч. ἀγών агон — борьба) — выдающегося древнегреческого скульптора Фидия и его ученика Алкамена Младшего (сер. V в. до н. э.). «Каждый из них должен был исполнить статую Афины. Пока статуи стояли в мастерской, преимущество казалось на стороне Алкамена, но, когда статуи были поставлены на предназначенные для них высокие постаменты, оказалось, что Фидий гораздо точнее рассчитал, как будет выглядеть статуя на далёком расстоянии, снизу вверх, и ему была присуждена победа». У многих скульптур, предназначенных для высоких постаментов или размещения в верхних частях зданий, если их «спустить на землю» головы кажутся слишком большими, торсы — излишне удлинёнными, а ноги короткими.
Некоторые недостатки в работе молодого Микеланжело — статуе Давида отчасти объясняются тем, что скульптор работал в ограниченном пространстве и не имел возможности отходить на необходимое расстояние, чтобы проверять восприятие пропорций фигуры Давида в других ракурсах.
Б. Р. Виппер сделал важное замечание, относящееся к восприятию скульптуры в ракурсах. Он написал, что каждая классическая статуя всегда предполагает одну, главную точку зрения, как правило фронтальную, именно на неё рассчитывает скульптор. Конечно, важно обойти скульптуру кругом (если есть такая возможность), но её основное содержание раскрывается с фронтальной стороны. Многие фотографы, не подозревая об этом секрете, фотографируя скульптуру ищут необычных, «острых» ракурсов, нарушая тем самым замысел скульптора.
Увлечение живописцев эпохи итальянского Возрождения возможностями перспективных построений приводили к опытам ракурсных изображений. Один из самых впечатляющих примеров — «Мёртвый Христос» работы А. Мантеньи (ок. 1470 г.). В этой картине, однако, ракурсные искажения нейтрализованы применением обратной перспективы (размер головы не сокращён относительно стоп ног). В другой работе —— «Триумф Цезаря» — художник намеренно опускает линию горизонта (уровень глаз зрителя) к нижней границе картины и могучие фигуры древних римлян тем самым приобретают особенную монументальность и величие.

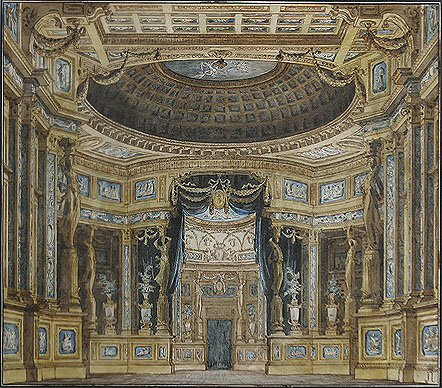
Эскиз декорации Пьетро Гонзаго для Эрмитажного театра (1792)

Эффекты перспективных ракурсов традиционно используются художниками театра. В относительно небольшом сценическом пространстве кулис и «задника» за счёт эффектов перспективных сокращений удаётся создавать впечатление глубокого пространства. Именно такой эффект использовал выдающийся итальянский архитектор Андреа Палладио, разрабатывая проект театра Олимпико в Виченце (1580). Мастером таких эффектов был итальянский художник, работавший в России, Пьетро Гонзаго (Гонзага).
В эпоху барокко художники часто обыгрывали эффекты «обманчивого глаза» или «тромплёй» (фр. trompe-l'œil — обманчивый глаз, обманчивая видимость). Итальянские живописцы использовали эффект окулюса (лат. oculus — глаз) — изображения круглого отверстия в центре купола или плафона (потолка), в котором виднеется небо, облака или любопытные, заглядывающие сквозь отверстие внутрь помещения. Таковы росписи плафона Камеры дельи Спози Палаццо Дукале в Мантуе работы Андреа Мантеньи (1465—1474).
Искусство барокко открыло жанр перспективных плафонных росписей, известных под оригинальным названием (итал. pittura di sotto in sù  — «живопись под потолок», или «снизу вверх»). «Перспективные» росписи с иллюзией невероятного пространства позволяли устранять материальные ограничения: зрительно «прорывать» плоскость стены или потолка, игнорировать обрамления, конструктивные членения архитектуры либо создавать из них новые, иллюзорные. Типичными стали живописные композиции, на которых изображены «обманные» архитектурные детали, создающие незаметный глазу переход от реальной архитектуры к вымышленной, придуманной живописцем. Потолок или поверхность купола позволяли создавать средствами живописи иллюзионистические декорации колоннад и арок, уходящих ввысь, и «открывать небо», как в гипетральных храмах (др.-греч.  ὕπαιθρον  — под открытым небом) античности, с парящими в небе фигурами ангелов и святых, повинующихся не законам земного тяготения, а фантазии и силе религиозного чувства. Классическим и самым известным образцом «перспективного плафона» является роспись Андреа Поццо в церкви иезуитов Сант-Иньяцио в Риме с композицией «Апофеоз Святого Игнатия» (1691—1694).
Помимо живописных в искусстве барокко известны архитектурные обманки. Так Франческо Борромини по желанию кардинала Бернардино Спада в его палаццо в Риме при участии математика, монаха-августинца Джованни Мариа ди Битонто в 1652—1653 годах создал галерею, которая воспринимается 30-метровой, хотя на самом деле её длина всего 8,82 м. Оптическая иллюзия достигается схождением планов: пол приподнимается, свод опускается, боковые колоннады постепенно сужаются таким образом, что перспектива усиливается, и точка схода перспективных линий в центре светящегося проёма в конце галереи кажется далекой.

## В фотографии и кинематографе
В фотографии и кинематографе ракурсом называют способ съёмки лиц актёров, сцен или объектов с таких острых углов зрения, которые помогают усилить воздействие на зрителя. Съёмка под острым углом отличается характерной подчёркнутой перспективой с резким укорочением удалённых от переднего плана частей.
Ракурс в стереоскопии означает положение глаза или объектива по отношению к объекту съёмки или наблюдения. Стереопара состоит из правого и левого ракурсов, видимых разными глазами. Соответствует также понятию «точка съёмки» в фотографии и кинематографе. Например, точки съёмки портрета фас, анфас, профиль — часто называют общим словом «ракурс».